# Метод Лелі

Діаграма модифікованого методу Лелі, що показує графітовий тигель, оточений індукційними котушками для нагрівання. Карбід кремнію сублімується з дна камери та осідає на верхній кришці, яка є холоднішою.

Метод Лелі, також відомий як процес Лелі або техніка Лелі — це технологія вирощування кристалів, яка використовується для виробництва кристалів карбіду кремнію для напівпровідникової промисловості. Патент на цей метод був поданий у Нідерландах у 1954 році та в Сполучених Штатах у 1955 році Яном Ентоні Лелі з Philips Electronics. Згодом патент був виданий 30 вересня 1958 року, потім був уточнений Д. Р. Гамільтоном та ін. в 1960, В. П. Новікова і В. І. Іонова в 1968.